# The Railroad Builder
The Railroad Builder er en amerikansk stumfilm fra 1911.